# Мейпл-Фоллс (Вашингтон)
Мейпл-Фоллс (англ. Maple Falls) — переписна місцевість (CDP) в США, в окрузі Вотком штату Вашингтон. Населення — 291 особа (2020).

## Географія
Мейпл-Фоллс розташований за координатами 48°54′42″ пн. ш. 122°6′39″ зх. д. / 48.91167° пн. ш. 122.11083° зх. д. (48.911797, -122.110763).  За даними Бюро перепису населення США в 2010 році переписна місцевість мала площу 6,58 км², з яких 6,43 км² — суходіл та 0,14 км² — водойми.

## Демографія
Згідно з переписом 2010 року, у переписній місцевості мешкали 324 особи в 127 домогосподарствах у складі 75 родин. Густота населення становила 49 осіб/км².  Було 149 помешкань (23/км²).
Расовий склад населення:
| - 94,1 % — білих - 0,3 % — чорних або афроамериканців - 3,1 % — осіб інших рас |

До двох чи більше рас належало 2,5 %. Частка іспаномовних становила 4,3 % від усіх жителів.
За віковим діапазоном населення розподілялося таким чином: 25,0 % — особи молодші 18 років, 63,9 % — особи у віці 18—64 років, 11,1 % — особи у віці 65 років та старші. Медіана віку мешканця становила 39,3 року. На 100 осіб жіночої статі у переписній місцевості припадало 123,4 чоловіків;  на 100 жінок у віці від 18 років та старших — 118,9 чоловіків також старших 18 років.
Цивільне працевлаштоване населення становило 14 особи. Основні галузі зайнятості: транспорт — 100,0 %.